# مزرعة علي بيش أهنغ (زيارت)
مزرعة علي بيش أهنغ (بالفارسية: زرعه علی پیش آهنگ) هي مستوطنة تقع في إيران في Ziarat Rural District.